# Grey Cup
Grey Cup (fransk: Coupe Grey) er navnet på den canadiske turnering i canadisk fodbold, Canadian Football League (CFL), og på trofæet, som det vindende hold modtager. Trofæet vindes af vinderen af en kamp mellem vest- og øst-ligaen i CFL. Toronto Argonauts har vundet Grey Cup 16 gange, og er det mest vindende hold. Den nuværende vinder er Calgary Stampeders, der den 30. november 2014 vandt over Hamilton Tiger-Cats 20–16. 
Trofæet blev givet i 1909 af Albert Grey, 4. Earl Grey, der var Canadas generalguvernør. Han ville oprindelig have givet trofæet til landets førende ishockeyturnering for amatører, men efter at Allan Cup blev givet til det formål, insisterede Grey på, at trofæet blev givet til vinderen af den nationale canadiske fodboldturnering. Selve trofæet er indgraveret navnene på vinderne, spillerne og træneren. Trofæet har flere gange været ødelagt og har været stjålet to gange. Det har også været fjernet for at opnå løsepenge. I 1947 overlevede trofæet en brand, der ødelagde flere andre trofæer, der blev opbevaret i samme bygning.
Grey Cup har alene været en turnering for canadiske hold, men i årene 1993-1995 deltog også hold fra USA (i CFL South), hvilket resulterede i, at Baltimore Stallions vandt trofæet i 1995, hvorved trofæet for første (og foreløbig sidste) gang blev vundet af et hold uden for Canada. 

## Eksterne links
- Wikimedia Commons har flere filer relateret til Grey Cup
- Grey Cup Web Site Arkiveret 11. februar 2010 hos  Wayback Machine
- CBC Digital Archives – Grey Cup: The Fans and the Fanfare